# Cazin
Cazin es una municipalidad y localidad de Bosnia y Herzegovina. Se encuentra en el cantón de Una-Sana, dentro del territorio de la Federación de Bosnia y Herzegovina. La capital de la municipalidad de Cazin es la localidad homónima.

## Historia
En 1950 tuvo lugar en Cazin una rebelión armada antiestatal de campesinos que se extendió, también, las vecinas Velika Kladuša y Slunj, que eran parte de la Yugoslavia comunista en ese momento. Los campesinos se rebelaron contra la colectivización forzada y las granjas colectivas del gobierno de Tito contra los agricultores de su país. Tras una sequía en 1949, los campesinos de Yugoslavia no pudieron cumplir con las cuotas poco realistas establecidas por su gobierno y fueron castigados. La revuelta que siguió a la sequía resultó en asesinatos y persecución de quienes organizaron el levantamiento, pero también de muchos civiles inocentes. Fue la única rebelión campesina en la historia de la Guerra Fría en Europa.

## Localidades
La municipalidad de Cazin se encuentra subdividida en las siguientes localidades:
- Bajrići
- Brezova Kosa
- Bukovica (Cazin)
- Čajići
- Čizmići
- Ćoralići
- Crnaja
- Donja Barska
- Donja Koprivna
- Donja Lučka
- Glogovac (Cazin)
- Gornja Barska
- Gornja Koprivna
- Gornja Lučka
- Gradina (Cazin)
- Hadžin Potok
- Kapići
- Kličići
- Kovačevići
- Krakača
- Krivaja (Cazin)
- Liđani
- Liskovac
- Ljubijankići
- Majetići
- Miostrah
- Mujakići
- Mutnik
- Osredak
- Ostrožac
- Ostrožac na Uni
- Pećigrad
- Pivnice
- Pjanići
- Podgredina
- Polje (Cazin)
- Ponjevići
- Prošići
- Rošići
- Rujnica
- Skokovi
- Stijena
- Šturlić
- Šturlićka Platnica
- Toromani
- Tržac (Cazin)
- Tržačka Platnica
- Tržačka Raštela
- Urga (Cazin)
- Vilenjača
- Vrelo
- Zmajevac (Cazin)

## Demografía
En el año 2009 la población de la municipalidad de Cazin era de 62 468 habitantes. La superficie del municipio es de 356 kilómetros cuadrados, con lo que la densidad de población era de 175 habitantes por kilómetro cuadrado.